# 松江市 (松江专区)
松江市，是苏南行政区松江专区下辖的一个已撤销的县级市。民国38年（1949年）5月16日建立。松江市人民政府驻今松江区中山东路298号松江宾馆。同年8月1日，松江市、县合并为松江县，松江市改为县辖市:42,110。

## 辖境范围
松江市西至西门外西街头（跨塘桥西边），东至华阳桥东市，南以明星桥车站向东向西之铁路公路线分界，北至北门外北街头向左右延伸与东西市稍连成之线:686。

## 行政区划
松江市下辖岳阳镇、永丰镇、中山镇、华阳桥镇:41,110。

## 政府机构
松江市人民政府下设秘书处、人事科、粮食科、财务科以及民政、教育、税务、工商、公安、电信、邮政等局。
| 职务   | 姓名   | 籍贯     | 任职时期            |
| ------ | ------ | -------- | ------------------- |
| 市长   | 吕炳奎 | 上海嘉定 | 1949.5.16～1949.8.1 |
| 副市长 | 陆恂如 | 江苏海门 | 1949.5.16～1949.8.1 |